# Route nationale 636
Die N636 war von 1933 bis 1973 eine französische Nationalstraße, die in zwei Teilen zwischen Bayonne und der N21 südwestlich von Tarbes verlief. Ihre Gesamtlänge betrug 141 Kilometer. Von 1832 bis 1881 war zwischen Bayonne und Saint-Pierre-d'Irube sowie von 1849 bis 1881 zwischen Saint-Pierre-d'Irube und Briscous die Straße schon mal Nationalstraße als Teil der N132.

## N636a
Die N636A war ein Seitenast der N636, der 1965 durch den Bau einer Brücke über die Adour in Bayonne entstand. Sie verlief zur N117 auf der anderen Flussseite. 1973 wurde sie zur D935 abgestuft.